# Gösselthal

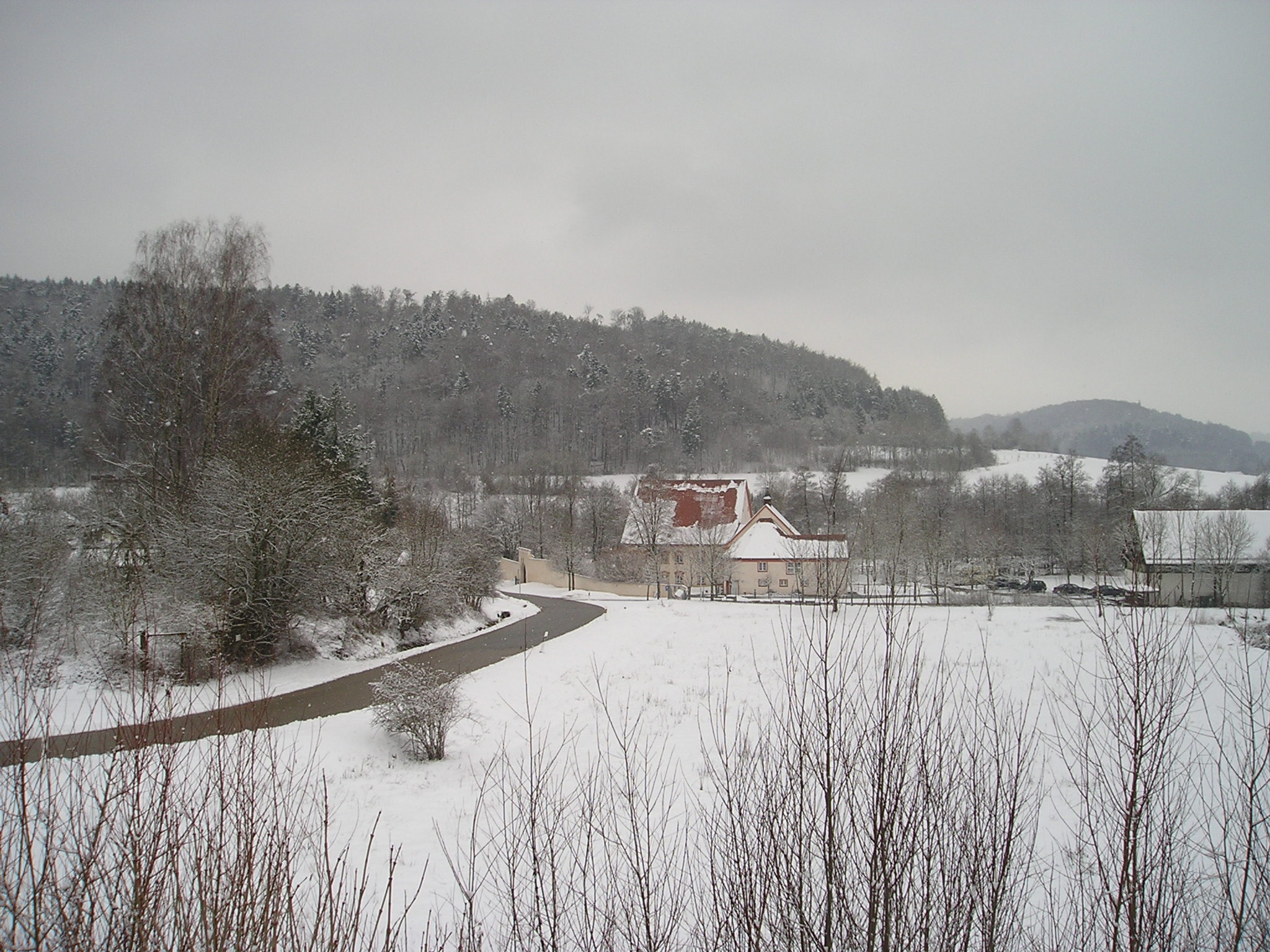
Gösselthal

Gösselthal ist ein Ortsteil der Stadt Beilngries im oberbayerischen Landkreis Eichstätt.

## Lage
Der Weiler liegt nördlich des Gemeindesitzes Beilngries im ehemaligen Sulztal (heute Main-Donau-Kanal) der südlichen Frankenalb im Naturpark Altmühltal. Der Ort ist über eine Abfahrt der B 299 zu erreichen.

## Geschichte
Hof, Mühle und Taferne zu „Rosenthal“ sind erstmals als Schenkung des Eichstätter Bischofs Gebhard und seines Bruders Hertwicus an das Benediktiner-Kloster Plankstetten 1129 erwähnt. Die hier betriebene Mühle existierte bis in die 1950er Jahre. 1615 diente die Mühle als Pfand für die Kreditaufnahme des Klosters anlässlich eines Konventneubaus. Als einige Jahrzehnte später das Eichstätter Domkapitel sein Geld zurückverlangte, verkaufte das Kloster mit Erlaubnis des Eichstätter Fürstbischofs die Mühle. 1653 konnte die Mühle vom Kloster zurückerworben werden. Unter Abt Dominikus III. von Eisenberg (1726–1742) wurde ein Neubau im Mühlenanwesen aufgeführt. Als im Zuge der Säkularisation 1806 das Kloster aufgelöst wurde, kam die Gößelthalmühle in Privatbesitz.
1908 wurde der Weiler folgendermaßen beschrieben: „Bauerngut. Charakteristische Hofanlage; Wirtschaftshof von Gebäuden umgeben. Zinnengekröntes Einfahrtstor. An einem Schupfen Wappen des Klosters Plankstetten und D. A. I. B. 1759, d[as] i[ist] Dominikus Abbas in Blankstetten.“ 1935 siedelte sich ein Betrieb der Holzindustrie an. Heute hat hier das Wasserstraßen- und Schifffahrtsamt Nürnberg seine Betriebszentrale, die seit April 2012 Revierzentrale (Verkehrssprechfunkzentrale für Binnenschiffahrt) für die gesamte Main-Donau-Verbindung ist. Der 1992 seiner Bestimmung übergebene Main-Donau-Kanal hat in diesem Bereich den im Talgrund mäandrierenden Bachlauf der Sulz in sich aufgesogen. Der neue Kanal führt westlich an Gösselthal vorbei, während der alte Kanal, der 1846 eingeweihte und aufgrund von Kriegsschäden 1949 offiziell stillgelegte Ludwig-Donau-Main-Kanal, östlich des Weilers auf der Hangtrasse verlief. Die Trogbrücke über den Weg nach Oberndorf hat sich erhalten, während der Kanal selbst in diesem Bereich trocken liegt.
Im Frühsommer 2017 wurde in dem ehemaligen Mühlenanwesen ein neues Informations- und Besucherzentrum „Erlebniswelt Wasserstraße“ eröffnet.

## Denkmäler
In der ersten Hälfte des 19. Jahrhunderts errichtete der Mühlenbesitzer Georg Meixner eine private Kapelle. Sie steht ebenso unter Denkmalschutz wie die Gösselthalmühle, der Abschnitt des Ludwig-Donau-Main-Kanals und fünf mit ihm errichtete Objekte.